# محمد کلهر
محمد کلهر، اسکی‌باز اهل ایران است که در المپیک زمستانی ۱۹۷۶ که در اینسبروک اتریش برگزار می شد ، در رشته های مارپیچ کوچک ، مارپیچ بزرگ و اسکی سرعت به مصاف حریفان خود رفت و  هیچ یک از مسابقات خود را به پایان نرسانید.